# チルコポルト
チルコポルトはコナミ（後にグループ企業のコナミアミューズメントオペレーション）がかつて運営していたゲームセンターである。

## 概要
自社系列のロケーションであったことから、東京・大阪を中心にコナミ製アーケードゲームのロケテストが行われていた。コナミグループのゲーム関連グッズショップであるこなみるくを併設していた店舗も一部存在した。
コナミは2002年5月11日に、アミューズメント施設事業を株式会社ケイエイオーとして分社化し、同年5月13日付でケイエイオー全株式を株式会社アムリードへ全株式を譲渡することを発表。ケイエイオー全株式は予定通り2002年5月13日付でアムリードへ全株式が譲渡された同時に、運営していた18店舗はケイエイオーへ運営が移管され、「アミュージアム」となった。同時にコナミはアミューズメント施設事業から撤退した。尚、ケイエイオーは2004年4月にアムリードへ吸収合併されている。
アムリードへ譲渡されてからは、コナミデジタルエンタテインメント→コナミアミューズメント製品のロケテストは移管当初は『チルコポルト』から移管された店舗を中心に行われていたものの、店舗そのものの減少もあり、ラウンドワンやザ・サードプラネット（後のサードプラネット）をはじめとした競合店舗で開催されることが多くなり、『アミュージアム』での開催は滅多になくなった。また、譲渡後は導入する製品も、それまで殆ど入荷されていなかったセガ・インタラクティブ、バンダイナムコアミューズメントといった他社製品の割合が増加し、店舗によってはコナミアミューズメントの一部製品が入荷されないことがある。
コナミアミューズメントオペレーションからアムリードへ移管された店舗の内、2023年7月現在で営業している店舗は4店舗のみである。

## 店舗
太字はアミュージアムに移管された店舗。

### 関東地方
- 新宿店（旧ビガロ）→閉店。こなみるく併設店舗。
- 上尾店→閉店。こなみるくが併設されていた他、ファストフードやパチンコ屋など様々なテナントが入っていた。
- モザイクモール港北店 - アミュージアム移管後に閉店し、現在はモーリーファンタジーが入居
- 市原店 - アミュージアム移管後に閉店
- 茂原店
- 前橋店 - アミュージアム移管後に閉店し、現在はゲームパークM-1が入居
- 新越谷店→Zippy南越谷店（タカラアミューズメント（当時資本提携していたタカラ子会社）→ドリームインフィニティ（オリックス傘下）に譲渡）→閉店

### 東北地方
- 古川店 - アミュージアム移管後に閉店

### 中部地方
- 上越店 - アミュージアム移管後にカラーワールド（山崎屋系列店）に譲渡→閉店
- 清水店

### 近畿地方
- 梅田店（旧ビガロ）→閉店
- 茶屋町店 - アミュージアム移管後に閉店
  - 1997年7月12日[3]から2023年6月25日[4]まで営業。大阪有数の繁華街・梅田に位置し、神戸市西区にあるコナミの神戸事業所（コナミ製アーケードゲームの開発・製造の中心的存在）が比較的近いことから、近畿地区においてコナミ製品のロケテストが頻繁に実施されていた店舗。現在はガチャガチャの森が入居
- 南津守店 - アミュージアム移管後に閉店
- 神戸ハーバーランド店 - アミュージアム移管後に閉店
  - 神戸モザイク内の2階、3階で営業していた。茶屋町店と同様、コナミの工場が比較的近いことから、近畿地区においてコナミ製品のロケテストが頻繁に実施されていた。
- モザイクガーデン店 - アミュージアム移管後に閉店
  - 上記の神戸ハーバーランド店とは至近距離にあった。
- 明石店→閉店
- 和歌山店 - アミュージアム移管後に閉店
- 草津店 - アミュージアム移管後に閉店

### 四国地方
- 高松店
- 高知店

### 九州地方
- 博多ベイサイドプレイス店 - アミュージアム移管後に閉店